# Оленев, Павел Алексеевич
Павел Алексеевич Оленев (25 января 1898, Москва — 9 января 1964, там же) — советский актёр театра и кино. Заслуженный артист РСФСР (1949).

## Биография
В 1926 году окончил Высшие театральные мастерские Малого театра, во время учёбы выступал на сцене театра (негр Уруру в пьесе А. Глебова «Загмук»). Работал в театре Всесоюзного профессионального союза работников искусств (РАБИС). С 1935 года — актёр Малого театра. Почти вся жизнь Павла Оленева была связана с этим театром, здесь он сыграл десятки характерных и комедийных ролей, став одним из любимцев театральной Москвы.
В 1930-е годы редкая кинокомедия обходилась без участия Павла Оленева. Его первая роль — Перепёлкин в картине «Дела и люди» (1932). Затем были Ваня («Любовь Алёны»), Митька Спирин («В поисках радости»), Брындин («На путях»), помощник мастера Курнаков («Светлый путь»). Герои Оленева — люди весёлые, порой непутёвые, но всегда неунывающие. Лёгкая ирония, переходящая в гротеск — отличительная черта его актёрской манеры. Участие в комедиях «Волга, Волга» и «Девушка с характером» сделали Оленева настоящей кинозвездой. После войны он снялся в фильмах «Первая перчатка» (Савельич), «Синегория» (Дрон-Садовая голова), «Сельская учительница» (Егор), «Далеко от Москвы» (Мерзляков), «Варвары» (Гриша Редозубов), «Крылья» (Филипп).
Похоронен на Ваганьковском кладбище (12 уч.), рядом со многими корифеями Малого театра.

## Награды
- орден «Знак Почёта» (26 октября 1949)
- Заслуженный артист РСФСР (26 октября 1949)

## Роли на сцене Малого театра
- 1925 негр Уруру «Загмук» А. Глебова
- 15.01.1936 (п.) Васька Окорок «Бронепоезд 14-69» Вс. Иванова
- 04.11.1937 (п.) в роли В. И. Ленина «На берегу Невы» К. А. Тренёва
- 06.02.1938 (п.) Добчинский «Ревизор» Н. В. Гоголя
- 1938 Сыромятов «Женитьба Белугина» А. Н. Островского, Н. Я. Соловьева
- 21.12.1939 (п.) Балясов «Жизнь» Ф. И. Панферова
- 11.02.1941 (п.) Гриша «Варвары» М.Горького
- 26.04.1941 (п.) Пуп «В степях Украины» А. Е. Корнейчука
- 24.02.1942 (п.) Залетаев «Отечественная война» по роману Л. Н. Толстого
- 01.05.1942 (п.) Пуп «Партизаны в степях Украины» А. Е. Корнейчука
- 05.11.1942 (п.) Местный «Фронт» А. Е. Корнейчука
- 30.12.1943 (в.) Непутевый «На бойком месте» А. Н. Островского
- 30.12.1945 (п.) Гурий «Сотворение мира» Н. Ф. Погодина
- 18.06.1946 (п.) Перчихин «Мещане» М. Горького
- 26.01.1947 (п.) Клобуков «За тех, кто в море!» Б. А. Лавренева
- 1948 в роли К. Е. Ворошилова «Южный узел» А. Первенцева
- 17.03.1948 (п.) Месяцев «Минувшие годы» Н. Ф. Погодина
- 05.09.1948 (в.) Белогубов «Доходное место» А. Н. Островского
- 23.10.1948 (п.) Дружинин «Московский характер» А. В. Софронова
- 07.11.1948 (п.) Симонович «Семья пилотов» В. С. Супонева
- 03.06.1949 (в.) Лавриков «Молодость» Л. Г. Зорина
- 18.11.1949 (2-й с.) Шибанов «Тайная война» В. С. Михайлова, Л. С. Самойлова
- 21.12.1949 (п.) Капельмейстер Мешков «Незабываемый 1919-й» В. В. Вишневского
- 27.05.1950 (п.) Вакуленко «Калиновая роща» А. Е. Корнейчука
- 18.06.1950 (в.) Красавин «Дети Ванюшина» С. А. Найденова
- 24.09.1950 (в.) Бобыль «Снегурочка» А. Н. Островского
- 10.12.1950 (п.) Полицейский инспектор «Люди доброй воли» Г. Д. Мдивани
- 08.11.1951 (п.) Шавров «Настя Колосова» В. В. Овечкина
- 23.12.1951 (в.) Земляника «Ревизор» Н. В. Гоголя
- 26.04.1952 (п.) Картер «Дорога свободы» Г. Фаста
- 06.11.1952 (п.) Крайнев «Северные зори» Н. Н. Никитина
- 21.11.1952 (в.) Альфред Дулитл «Пигмалион» Д. Б. Шоу
- 26.02.1955 (п.) Филипп «Крылья» А. Е. Корнейчука
- 18.12.1955 (п.) Петрика «Такие времена» Е. Юрандота
- 13.09.1957 (в.) дежурный «Когда горит сердце» В. П. Кина
- 27.10.1957 (п.) Панфер «Вечный источник» Д. И. Зорина
- 27.04.1958 (в.) хозяин Марттила «Каменное гнездо» Х. Вуолийоки

## Роли в кино
- 1932 — Дела и люди — Перепёлкин
- 1934 — Любовь Алёны — Ваня
- 1936 — Заключённые — Саша

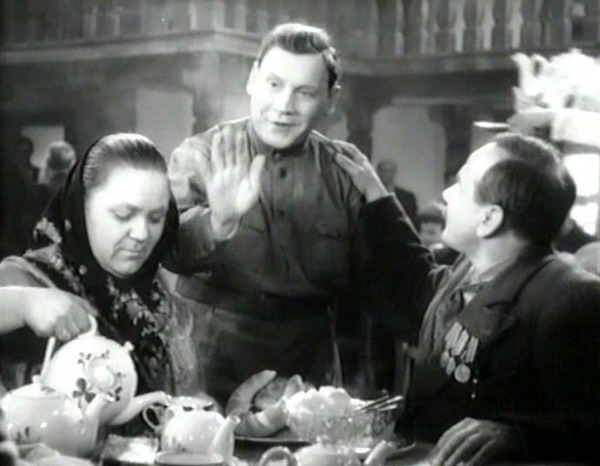
Павел Оленев (в центре) в роли Климова в фильме «Драгоценные зёрна» (1948)

- 1938 — Волга-Волга — дядя Кузя, водовоз и повар (чтец-декламатор)
- 1939 — В поисках радости — Митька Спирин
- 1939 — Девушка с характером — Бобрик, директора мехового магазина
- 1939—1960 — Ночь в сентябре — эпизод
- 1940 — Светлый путь — Курнаков, помощник мастера
- 1941 — На путях (короткометражный) — Брындин
- 1941 — Боевой киносборник № 7 (эпизод «Настоящий патриот») — Карел, солдат-чех
- 1942 — Концерт фронту — лейтенант, бывший заведующий Дворца культуры (нет в титрах)
- 1946 — Первая перчатка — Савельич, служитель стадиона
- 1946 — Синегория — Дрон Садовая голова
- 1947 — Сельская учительница — Егор Петрович, школьный сторож
- 1948 — Драгоценные зёрна
- 1950 — Далеко от Москвы — Мерзляков
- 1951 — Спортивная честь — эпизод
- 1953 — Варвары. Сцены в уездном городе — Гриша Редозубов
- 1956 — Крылья — Филипп
- 1963 — Мелодии Дунаевского (киномонография)